# L'Avanti!
L'Avanti! è stato un quotidiano italiano fondato nel 1996 e chiuso definitivamente nel 2011.
Il primo numero del quotidiano uscì l'8 marzo 1996, diretto da Sergio De Gregorio, fondatore del movimento politico Italiani nel Mondo. Proprietaria ed editrice era la cooperativa giornalistica International press di Valter Lavitola. Già poco dopo la sua nascita, però, il giornale venne chiuso a causa di difficoltà economiche.
Il 16 gennaio 2003, la testata riprese le pubblicazioni, sotto la direzione dello stesso Lavitola e come foglio (di 4 pagine) di dichiarata ispirazione «liberalsocialista» degli ex PSI di Forza Italia, come Fabrizio Cicchitto, Paolo Guzzanti, Renato Brunetta, Gianni Baget Bozzo.. Dall'8 marzo 2006 si dichiarò «quotidiano socialista», pur appoggiando lo schieramento politico di centro-destra ed i governi presieduti da Silvio Berlusconi. Il direttore responsabile era ancora Valter Lavitola, che diede al suo giornale un orientamento giudicato distante dalla tradizione del quotidiano socialista al quale tentava di ricollegarsi. Inoltre, la sua dichiarata vicinanza al premier del centro-destra Silvio Berlusconi poneva il suo giornale al di fuori dello schieramento del centro-sinistra.
Il 1º settembre 2011, il direttore Lavitola venne raggiunto da ordinanza di custodia cautelare in carcere emessa dalla Procura della Repubblica di Napoli, nell'ambito di un'inchiesta su una presunta estorsione ai danni dell'allora Presidente del Consiglio, Silvio Berlusconi. Il 4 settembre dello stesso anno venne sospeso dall'ordine dei giornalisti del Lazio.
Lavitola e Sergio De Gregorio, ex-senatore del Pdl ed ex-direttore de L'Avanti!, furono indagati dalla Procura di Napoli per i reati di associazione per delinquere finalizzata alla truffa ai danni dello Stato, per avere Lavitola "quale proprietario e coamministratore di fatto della International Press", De Gregorio "quale socio effettivo dal 1997 e coamministratore occulto" della stessa società, assieme ad altri dieci imputati, fatto risultare che l'editrice de L'Avanti! possedesse i requisiti per ottenere i contributi previsti dalla legge per l'editoria, percependo indebitamente, in tutto, 23 milioni e 200 000 euro, ricevuti dal 1997 al 2009. Per tali reati Lavitola il 9 novembre 2012 ha patteggiato davanti al GIP presso il Tribunale di Napoli la pena di 3 anni e 8 mesi, mentre il processo a carico di De Gregorio era ancora in corso alla data del 4 giugno 2015, con richiesta di patteggiamento della pena da parte dell'ex-parlamentare. La Corte dei conti del Lazio, con la sentenza n.24/2015 dell'11 marzo 2015, ha condannato Valter Lavitola e Sergio De Gregorio a restituire allo Stato 23 milioni e 879 000 euro per i fondi editoria percepiti illegittimamente da "L'Avanti" tra il 1997 ed il 2009.
Il 19 settembre 2011, dopo un breve periodo di stop legato all'impossibilità per Lavitola di dirigere L'Avanti! essendo stato sospeso dall'ordine dei giornalisti, il quotidiano tornò di nuovo in edicola sotto la direzione del giornalista romano Simone Chiarella. Anche alla guida della società cooperativa che editava il giornale arrivò un nuovo Amministratore unico, Gemma Delfino.
Dopo un breve periodo di uscita regolare in edicola nel settembre 2011, la testata interruppe di nuovo e definitivamente le pubblicazioni il 4 novembre dello stesso anno.

## Direttori
- Sergio De Gregorio (8 marzo 1996 - 16 dicembre 1996)
- Raffaele Panico[12](1997- 2002)[13][14][15]
- Valter Lavitola (16 gennaio 2003 - 4 settembre 2011)
- Simone Chiarella (19 settembre 2011 - 4 novembre 2011)